# Villa Clara (béisbol)
El equipo de béisbol Azucareros de Villa Clara fue fundado en 1977, de 1962 a 1976 los Azucareros eran los representantes de la extinta provincia Las Villas pero los 3 títulos obtenidos en esos años no se incluyen en los títulos oficiales de los Azucareros de Villa Clara. Es uno de los equipos más exitosos de la Serie Nacional de Béisbol (SNB), el torneo de primera división de esta disciplina en Cuba. Los "Azucareros" de Villa Clara han obtenido 5 campeonatos siendo uno de los 4 grandes del besibol cubano, superados en títulos solamente por los Vegueros de Pinar del Río, los Industriales de La Habana y las Avispas de Santiago de Cuba.

## Uniforme
Toma el color anaranjado por herencia del equipo Las Villas ya que en su uniforme grisáceo resaltaban los ribetes anaranjados que al pasar de los años prevaleció en el uniforme de la provincia. También porta el monograma representativo del equipo, en el que se resalta la industria azucarera de la provincia como la de mayor desarrollo del país.

## Estadio
Desde la fundación del equipo han tenido como sede principal al Estadio Augusto César Sandino, inaugurado el día 8 de enero de 1966 en un juego que enfrentaron los equipos de Centrales e Industriales con una concurrencia de más de 18 mil aficionados, este juego terminó con victoria de Centrales 4 a 3 ganando el pitcher Rolando Macías. El estadio por su importancia en el país ha sido sede de:
- Copa Intercontinental de 1979
- Tres torneos José Antonio Huelga

y subsede de:
- Mundial de Béisbol de 1971 y 1973
- Campeonato Mundial Juvenil del 2006

En el Estadio Augusto César Sandino han actuado varias personalidades de la música internacional entre ellos se encuentran Joan Manuel Serrat, Dani Rivera, Sonia Silvestre y Lucecita Benítez. También el equipo Villa Clara cuenta con decenas de estadios como sedes alternativas en los 13 municipios de la provincia.

## Historia

### 1962 - 1976
La provincia Las Villas logró resultados destacados quedando para la historia el equipo Azucareros como campeón en la Vlll, X y Xl Serie Nacional de Béisbol, quien legara la combatividad a los equipos sucesores en la actualidad. Entre los hechos históricos trascendentales para el equipo está la inauguración de su estadio el día 8 de enero de 1966. También, el día 16 de enero del 1966, el lanzador Aquino Abreu propinó el primer juego de cero hit cero carreras en Series Nacionales, y en su segunda presentación de esta serie el día 25 de enero de 1966 propinó su segundo no hit no run, convirtiéndose en el único lanzador que ha realizado esta hazaña de dos juegos consecutivos de cero hit cero carreras en Serie Nacionales. El 12 de abril del 1969 un equipo de la provincia logró por primera vez un título en Series Nacionales. En estos equipos se destacaron figuras como Julio Bécquer, Juan Díaz (Canillita Díaz), Juan Mirabal, José Santín, pioneros de la primera Serie Nacional. Luego destacaron Pedro Pérez, José A. Hoyos, Juan E. Pacheco, Román Águila, Andrés Leiva (curro Leiva), Ronel Sardiña, Gallego Valdez, Lázaro Pérez, Silvio Montejo, Vladimir García, Jesús Oviedo, Carlos Gálvez, también directores como Servio Borges y Pedro Pérez Delgado.

### 1977 - 1992
Transcurren 15 Series Nacionales y el equipo de Villa Clara tiene como resultados: un campeonato, tres segundos lugares y dos terceros lugares.

- XXII Serie nacional (1982-1983): En esta Serie Nacional de Béisbol se compitió con la estructura de 18 equipos y 51 juegos; la serie se inauguró el 18 de diciembre de 1982 en el Estadio Capitán San Luis y el primer juego de Villa Clara fue ante Cienfuegos; el equipo estaba compuesto por 30 atletas y el director fue nuevamente Eduardo Martín Saura. Los villaclareños en esta serie lograron implantar varios récords difíciles de superar: juegos ganados y perdidos 41 y 8 respectivamente para un promedio de 837; lechadas con 16 y el pitcheo colectivo donde sus pitchers lanzaron para 1.46 promedio de carreras limpias, producto de 72 carreras en 445 entradas, además elaboraron una cadena de 18 victorias consecutivas. Se destaca el juego de cero hit cero carreras propinado al equipo de Citricultores el 30 de diciembre de 1982 por el lanzador Mario Véliz en el Estadio Augusto César Sandino. Se destacaron: Víctor Mesa en carreras anotadas con 39 líder de ese departamento junto al de bases robadas con 21, Alejo O`Reilly fue líder dobles con 15 y carreras impulsadas con 38, en pitcheo quedó José Riveira con 0.63 promedio de carreras limpias, en el Todos Estrellas quedó como primera base Alejo O`Reilly, jardinero central Víctor Mesa, lanzador derecho Mario Véliz y lanzador zurdo José Riveira. Contrario a la anterior serie los villaclareños mejoraron en todos los aspectos de juego: el pitcheo mostrándose superior con récord impresionantes en victorias, el bateo con Amado Zamora Portilla, Alejo O`Reilly y el explosivo Víctor Mesa al frente del equipo. En comparación con la serie anterior se ganó 17 juegos más que permitió que de un décimo lugar se ganara la primera serie por un equipo con el nombre de Villa Clara.

En estos años el equipo es dirigido por cuatro directores de equipo destacándose el mentor Eduardo Martín Saura que dirigió en 11 ocasiones obteniendo los mejores resultados. Pese a que en estos años el elenco villaclareño poseía una aceptable línea central con figuras consolidadas en el equipo, la defensiva de estos conjuntos no fue de las mejores en la historia del béisbol de esta provincia. Sí se destaca el cuerpo de lanzadores, que ganaba una buena cantidad de juegos a pesar de no contar con figuras reconocidas. La creación de estadios en los municipios masificó este deporte posibilitando la práctica de béisbol en toda la provincia desde edades tempranas, formando así la nueva generación de atletas que integrarían el equipo de Villa Clara. Las figuras más destacadas de esta etapa fueron: Aniceto Montes de Oca, José Riveira, Reinaldo Santana, Mario Véliz, José Ramón Riscart, Nivaldo Pérez, Alberto Martínez, Alejo O´Reilly, Pedro Jova, Rafael Orlando Acebey, Víctor Mesa, Amado Zamora, Isidro Pérez y Eddy Rojas.

### 1992 - 2012
Transcurren 19 Series Nacionales. El equipo de Villa Clara tiene como resultados: tres campeonatos, cinco segundos lugares y dos terceros lugares.

- XXXII Serie nacional ( 1992- 1993): El equipo integrado por 30 atletas fue dirigido por el debutante en Series Nacionales de Béisbol, Pedro Jova. Comenzó el día 24 de octubre de 1992 y el primer juego de Villa Clara fue contra el equipo Guantánamo en el Estadio Van Troy. El equipo quedó en primer lugar del Grupo C con 42 ganados y 23 perdidos y discutió con Santiago de Cuba la semifinal oriental, ganando cuatro juegos en siete presentaciones. La final con Pinar del Río fueron juegos muy peleados y Villa Clara gana la subserie con cuatro juegos; así logra ser Campeón Nacional después de 10 años sin un título.
- XXXIII Serie nacional ( 1993- 1994): Comenzó el día 4 de diciembre de 1993 y Villa Clara, campeón del momento, se enfrentó a Guantánamo en el partido inaugural. El equipo estaba integrado por 30 atletas y el director era Pedro Jova. Terminó el primer lugar del grupo C con 43 ganados y 22 perdidos, discute la semifinal con Santiago de Cuba y le gana cuatro juegos consecutivos. Después fue a la final contra Industriales y le ganó cuatro juegos en seis presentaciones, de esta forma se convierte en Campeón Nacional, por segundo año consecutivo.
- XXXIV Serie nacional ( 1994- 1995): Comenzó el día 7 de noviembre de 1994, en el Estadio Augusto César Sandino; luego de la ceremonia inaugural, Granma los derrotó siete carreras por cuatro. El equipo de la provincia estaba integrado por 30 atletas y el director era Pedro Jova. El día 14 de enero de 1995, Amado Zamora Portilla y Eddy Rojas impusieron récords individuales en un juego con seis carreras anotadas, ese mismo día Eddy Rojas logró conectar seis hit en un juego lo que representa una marca en Series Nacionales de Béisbol. Otra marca lograda este día es la de Jorge Luis Toca con cuatro dobles en un juego; también Alaín Hernández permite 19 hits lo que constituye marca en Series Nacionales de Béisbol hasta 1996. En este juego Villa Clara y las Tunas imponen cinco marcas para Series Nacionales de Béisbol: más carreras en un juego por ambos equipos con 53, más hits en un juego por ambos equipos con 61, más dobles en un juego por ambos equipos con 20, más extra-bases conectados en un juego por ambos equipos con 32, más carreras impulsadas en un juego por ambos equipos con 52. El 27 de enero de 1995, en la final, Oscar Machado llegó a sus 100 jonrones de por vida. El equipo se mantiene de líder en el grupo C con 44 ganados y 18 perdidos, e impuso récord para play off en cantidad de carreras y hits en un juego con 21 carreras y 23 hits. Villa Clara mantuvo su título de campeón al derrotar a Pinar del Río en cuatro juegos de los seis jugados.

Otro mentor destacado es Víctor Mesa que dirigió en ocho ocasiones logrando 2 subtítulos. A principios de esta etapa la provincia logró conformar el equipo más completo tanto ofensivo como defensivo con una línea de pitcheo estable y con la mejor línea central presentada por un equipo de béisbol de esta provincia en toda la historia de Series Nacionales. Con el retiro programado de varias estrellas de la pelota cubana, la salida del país de otros jugadores, y problemas internos del equipo, hacen que al final del siglo XX la pelota villaclareña caiga en una crisis sin precedentes en la historia de las Series Nacionales. En la serie del año 2000 comienza a dirigir el equipo Víctor Mesa, que le imprime al juego villaclareño su explosividad y pone en práctica el viejo método de la rapidez en función de la ofensiva obedeciendo a las características de escaso bateo de este equipo. Las figuras más destacadas de esta etapa fueron: Eddy Rojas, Oscar Machado, José Ramón Riscart, Eliécer Montes de Oca, Rolando Arrojo, Víctor Mesa, Ángel López, Eduardo Paret, Jorge Pérez, Jorge Díaz Olano, Amado Zamora, Jorge Luis Toca, Rafael Orlando Acebey, Yoide Castillo, Michel Perdomo, Ariel Borrero, Zaidel Beltrán, Vladimir Hernández, Yuliesky Betancourt, Ariel Pestano Valdez, Luis Borroto, Yolexis Ulacia y Andy Zamora.

## Actuación histórica en Series Nacionales
| Serie         | Lugar | Balance                        |  |
| ------------- | ----- | ------------------------------ |  |
| XVII 77-78    | 6     | 28-21                          |  |
| XVIII 78-79   | 2     | 36-14                          |  |
| XIX 79-80     | 2     | 34-17                          |  |
| XX 80-81      | 2     | 33-18                          |  |
| XXI 81-82     | 10    | 24-27                          |  |
| XXII 82-83    | 1     | 41-8 Campeones                 |  |
| XXIII 83-84   | 3     | 48-27                          |  |
| XXIV 84-85    | 4     | 46-29                          |  |
| XXV 85-86     | 3     | 35-13 (Play off 1-5)           |  |
| XXVI 86-87    | 4     | 33-14 (Play off 2-4)           |  |
| XXVII 87-88   | 8     | 25-23                          |  |
| XXVIII 88-89  | 8     | 26-22                          |  |
| XXIX 89-90    | 6     | 26-22                          |  |
| XXX 90-91     | 6     | 27-21                          |  |
| XXXI 91-92    | 11    | 25-23                          |  |
| XXXII 92-93   | 1     | 42-23 (Play off 8-3) Campeones |  |
| XXXIII 93-94  | 1     | 43-22 (Play off 8-5) Campeones |  |
| XXXIV 94-95   | 1     | 44-18 (Play off 8-2) Campeones |  |
| XXXV 95-96    | 2     | 48-17 (Play off 6-6)           |  |
| XXXVI 96-97   | 2     | 37-27 (Play off 4-6)           |  |
| XXXVII 97-98  | 9     | 47-43                          |  |
| XXXVIII 98-99 | 7     | 51-39 (Play off 1-3)           |  |
| XXXIX 99-00   | 5     | 53-37 (Play off 0-3)           |  |
| XL 00-01      | 5     | 59-31 (Play off 1-3)           |  |
| XLI 01-02     | 4     | 54-36 (Play off 5-5)           |  |
| XLII 02-03    | 2     | 56-34 (Play off 7-8)           |  |
| XLIII 03-04   | 2     | 57-33 (Play off 7-7)           |  |
| XLIV 04-05    | 4     | 51-39 (Play off 3-4)           |  |
| XLV 05-06     | 5     | 58-32 (Play off 2-3)           |  |
| XLVI 06-07    | 3     | 52-38 (Play off 6-6)           |  |
| XLVII 07-08   | 3     | 55-33 (Play off 5-6)           |  |
| XLVIII 08-09  | 2     | 53-37 (Play off 9-8)           |  |
| XLIX 09-10    | 2     | 56-32 (Play off 11-7)          |  |
| L 10-11       | 6     | 50-39 (Play off 3-4)           |  |
| LI 11-12      | 5     | 58-38 (Play off 3-4)           |  |
| LII 12-13     | 1     | 50-37 (Play off 8-3) Campeones |  |
| LIII 13-14    | 4     | 50-37 (Play off 1-4)           |  |
| LIV 14-15     | 12    | 21-24                          |  |
| LV 15-16      | 10    | 22-23                          |  |
| LVI 16-17     | 4     | 52-38 (Play off 2-4)           |  |
| LVII 17-18    | 8     | 23-22                          |  |
| LVIII 18-19   | 2     | 49-41 (Play off 5-5)           |  |
| LIX 19-20     | 13    | 17-27                          |  |
| LX 20-21      | 13    | 30-44                          |  |
| LXI 2022      | 10    | 38-37                          |  |
| LXII 2023     | 10    | 37-38                          |  |
| LXIII 2024    | 10    | 38-37                          |  |
| LXIV 25-26    | ??    | ??                             |  |

## Jugadores del Equipo Cuba
Un número considerable de villaclareños ha integrado la nómina de la selección nacional. A continuación se muestran los jugadores que han asistido a las diferentes ediciones del Clásico Mundial de Béisbol (CMB).
| Edición del CMB | Jugadores que han asistido (VC)                             |  |
| --------------- | ----------------------------------------------------------- |  |
| 2006            | Ariel Borrero, Luis Borroto, Eduardo Paret, Ariel Pestano   |  |
| 2009            | Leonys Martín, Eduardo Paret, Ariel Pestano, Yolexis Ulacia |  |
| 2013            | Freddy Asiel Álvarez, Yulexis la Rosa                       |  |
| 2017            | Freddy Asiel Álvarez, Alain Sáchez                          |  |

## Estadísticas de los jugadores de por vida

### Lanzadores
| #  | Lanzadores                | Series Nacionales | Ganados-Perdidos | PCL  | Edad | Activo-Retirado |
| -- | ------------------------- | ----------------- | ---------------- | ---- | ---- | --------------- |
| 59 | Eduardo Ferrer Ruiz       | -                 | -                | -    | 18   | Activo          |
| 40 | Yordanis Casanova Broche  | -                 | -                | -    | 20   | Activo          |
| 18 | Irvin Del Río Castro      | 1                 | 1-2              | 3,56 | 21   | Activo          |
| 19 | Yasmani Hernández Romero  | 3                 | 21-13            | 4,06 | 21   | Activo          |
| 27 | Yaniel Blanco Portal      | 1                 | 0-0              | 2,61 | 23   | Activo          |
| 16 | Marlon Romero Fraga       | 4                 | 1-3              | 4,97 | 23   | Activo          |
| 15 | Freddy Asiel Álvarez Sáez | 7                 | 45-37            | 3,29 | 23   | Activo          |
| 48 | Misael Siverio Mesa       | 5                 | 32-25            | 3,71 | 24   | Activo          |
| 26 | Yordanis Menenedez Pérez  | -                 | -                | -    | 25   | Activo          |
| 43 | Diosdani Castillo Vergel  | 5                 | 17-9             | 4,57 | 25   | Activo          |
| 41 | Alain Sánchez Machado     | 7                 | 24-14            | 4,31 | 26   | Activo          |
| 14 | Robelio Carrillo Carvajal | 8                 | 50-40            | 3,66 | 27   | Activo          |
| 56 | Yosvani Pérez Torres      | 5                 | 34-28            | 3,91 | 35   | Activo          |

## Datos de interés
- La primera serie ganada por el equipo Villa Clara fue la XXII Serie Nacional (1982 - 1983).
- Villa Clara es el cuarto equipo más ganador en Series Nacionales con cinco títulos, nueve segundos lugares y cuatro terceros lugares.
- Un gran número de villaclareños ha integrado la nómina de la selección nacional. En el primer Clásico Mundial de Béisbol del 2006 participaron Ariel Borrero, Luis Borroto, Eduardo Paret y Ariel Pestano. En la edición del 2009 participaron Leonys Martín, Eduardo Paret, Ariel Pestano, y Yolexis Ulacia.
- Los azucareros de Villa Clara son el equipo con más participación en play off y en finales.
- El equipo con que más ha perdido en play off Villa Clara ha sido Industriales, lo que el pueblo lo ha denominado el “síndrome azul”.
- VIDEOS MASOFT ha sido la única empresa de patrocinio que ha tenido Villa Clara con su creador y actual dirigente DJ Angel 66.6.
- Después de 18 años Villa Clara logra ganar la serie 2012-2013 frente al equipo de Matanzas, equipo que nunca había llegado a una final con este nombre y se encontraba dirigido por Víctor Mesa antiguo mánager del equipo Villa Clara el cual ha llegado 4 veces con esta a las finales y nunca ha ganado un campeonato, de estas cuatro 3 fueron dirigiendo el equipo de Villa Clara, con la obtención de este título Villa Clara se ganó el derecho de representar a Cuba en la venidera serie del Caribe Margarita 2014 a realizarse en el estado Nueva Esparta, Venezuela con lo cual será el 1.er club cubano en participar en dicha serie en más de 50 años.